# Oscar López (calciatore 1992)
Oscar Renan López Pineda (27 febbraio 1992) è un calciatore nicaraguense, difensore del Managua.

## Carriera

### Club
Ha sempre giocato nel campionato nicaraguense.

### Nazionale
Ha debuttato in Nazionale nel 2015 ed è stato convocato per la Gold Cup del 2017.